# Lugdunska Galija
Lugdunska Galija (latinsko Gallia Lugdunensis, kasneje samo Lugdunensis), od 13. januarja 27 pr. n. št. ena od treh rimskih provinc, ki so nastale po Avgustovi delitvi Galije. Drugi dve sta bili Belgika na severovzhodu in Akvitanija na jugozahodu.
Raztezala se je od prestolnice Lugdunuma, sedanjega Lyona, proti severozahodu in obsegala celotno ozemlje med Seno in Loaro do Bretanije in Atlantskega oceana.
Med Dioklecijanovimi upravnimi reformami je bila razdeljena na province Lugdunensis I (Burgundija), II (Normandija), III (Bretanija, Loara) in Senonijo (Pariz, Orleans), ki so skupaj s provincami  Belgiko, Gornjo Germanijo, Spodnjo Germanijo, Sekvanijo (zahodna Švica, Jura, kasneje preimenovana v Veliko Sekvanijo) ter Peninskimi in  Grejskimi Alpami tvorile diecezo Galijo. 
Zahodni del Lugdunske Galije je leta 486 postal del Siagrijevega kraljestva, njen vzhodni del pa Burgundsko kraljestvo, ki je leta 532 prišlo pod frankovsko nadoblast.

## Uprava
Lugdunsko Galijo so upravljali senatorji (prokonzuli ali konzuli), ki jih je izbrala rimska oblast. Najbolj znani guvernerji so bili:
- Gaj Kalpurnij Aviola leta 21
- Gaj Julij Vindeks leta 68
- Gnej Julij Agricola leta 73/74
- Tit Tetijen Seren leta 78-80
- Gaj Kornelij Galikan leta 83
- Lucij Minicij Ruf pred letom 88
- Lucij Septimij Sever, kasnejši cesar, leta 186-189

## Glavna mesta
Najpomembnejša mesta v Lugdunski Galiji so bila:
- Andemantunnum (Langres)
- Augustobona (Troyes)
- Augustodunum (Autun)
- Augustodurum (Bayeux)
- Cabillonum (Chalon-sur-Saône)
- Caesarodunum (Tours)
- Cenabum Aureliani (Orléans)
- Condate (Rennes)
- Gesocribate (Brest)
- Iuliomagus (Angers)
- Lugdunum (Lyon)
- Lutetia Parisiorum (Pariz)
- Portus Namnetum (Nantes)
- Rotomagus (Rouen)
- Segusiavorum (Feurs)
- Suindinum (Le Mans)

## Vir
- Rajko Bratož, Rimska zgodovina: Od začetkov do nastopa cesarja Dioklecijana. Zbirka Zgodovinskega časopisa, 26. Knjižna zbirka Scripta. Ljubljana, 2007. ISBN 978-961-91431-7-9.